# أل ملفين
أل ملفين (بالإنجليزية: Al Melvin) هو ضابط وسياسي أمريكي، ولد في 3 نوفمبر 1944 في الولايات المتحدة. حزبياً، نشط في الحزب الجمهوري. وقد انتخب عضو مجلس ولاية أريزونا.